# Galesh
En galesh (persisk: گالش) er et traditionelt fodtøj fra Iran. En galesh er altid håndvævet.
Galesh laves stadig i dag, men anvendes hovedsageligt i kulturelle sammenhænge. 
| Tøj | Spire Denne artikel om tøj, sko eller lignende er en spire som bør udbygges. Du er velkommen til at hjælpe Wikipedia ved at udvide den. |